# Han-dynastiet
Han-dynastiet (漢朝) var et af Kinas længstvarende og mægtigste dynastier, som, bortset fra Xin-dynastiet under Wang Mangs interregnum (9 – 23 e.Kr.), havde magten fra 206 f.Kr. til 220 e.Kr. Dette dynasti har givet navnet til hankineser, det vil sige den befolkningsgruppe, som udgør flertallet af befolkningen i dagens Kina. Under Han-dynastiet blev konfucianismen statsreligion, og Kinas indflydelse blev udstrakt til Vietnam, Centralasien, Mongoliet og Korea.
Han-dynastiet inddeles i det vestlige eller ældre Han-dynasti (202 f. Kr. — 9 e. Kr.) og det østlige eller yngre Han-dynasti (23—220 e. Kr.). Det vestlige residerede i Chang'an (det nuværende Xi'an), det østlige i Luoyang (i provinsen Henan).
Han-dynastiet, grundlagt af Liu Bang (som kejser Gaozu), fyrste af Han, regnes for Kinas første nationale dynasti og betegner Kinas klassiske, i mange henseender mest blomstrende og lykkeligste periode. "Sønner af Han" har kineserne, navnlig i Nord-Kina, kaldt sig ind til nyere tid. I Han-dynastiets tid blev Konfutse den af staten anerkendte, næsten hellige autoritet for alt stats- og privatliv. Under Han blev Kina en bureaukratisk styret embedsstat, hver mand af folket havde muligheden for ad eksaminernes trinstige at nå de højeste værdigheder og embeder.
Han-dynastiets betydeligste hersker var kejser Wudi (141—87 f. Kr.), under hvem Kina udvidedes ved kolonisation i stor stil syd for Yangtze-floden og ved erobringer vest på i Turkestan.
Virkningen af den kulturelle forbindelse med Indien over Indo-Skythien og Turkestan viser sig også i Kinas religionshistorie. Under kejser Míngdì (57—75 e. Kr.) indførtes buddhismen i Kina; kejseren siges selv i sit 3. regeringsår at have sendt bud til Indien efter buddhistiske præster og bøger. Míngdì fortsatte energisk udvidelses-politikken i Centralasien; hans hærfører Ban Chao nåede på sine erobringstog mod vest det Kaspiske Hav, hvorfra han forberedte et angreb på Romerriget. I året 166 kom til det kinesiske hof en sendefærd af syrisk-romerske købmænd, der menes udsendte af kejser Antun (Marcus Aurelius), en af de få lejligheder, hvor romere og kinesere er kommet i direkte personlig forbindelse. Betegnende for Han-tidens Kina er dets livlige samkvem med den omliggende verden i modsætning til senere tiders isolation. De sidste Han-kejsere var svage skyggefyrster, under hvem centralregeringen mistede enhver myndighed, mens hærførere og statsmænd stredes om magten.

## Historie
Tiden fra 206 f.Kr. og frem til Wang Mangs interregnum benævnes Vestlige Han eller Ældre Han. Tiden prægedes af krig med stammerne i nord, Xiongnu, som blev ledet af Mao-tun. Kejser Han Wudi formåede at trænge de invaderende tilbage men under store omkostninger for statskassen. Bondeklassen led på grund af høje skatter og udskrivning til krigstjeneste. Endvidere kunne de blive tvunget gøre dagsværk på op til 90 dage pr år. Nepotisme var udbredt indenfor alle dele af forvaltningen endda på højeste niveau: enkekejserinderne og deres familjer regerede ofte i praksis på vegne af en mindreårig kejser. Wang Mang var brorsøn til en af disse kejserinder.
Tiden efter Wang Mangs interregnum og frem til dynastiets fald benævnes Østlige Han eller Yngre Han. Wang Mangs politik førte til omfattende utilfredshed blandt alle dele af samfundet. Mange fattige sluttede sig til de røde øjenbryn, og en prins af Handynastiet samlede en hær og indtog 22 e.Kr. hovedstaden. Bondeoprøret blev slået ned og Wang Mangs reformer trukket tillbage. Kina oplevede en mere stabil periode og man antog en mere ekspansionistisk politik. Mere og mere blev magten decentraliseret, og riget begyndte at falde fra hinanden. I 184 udbrød de gule turbaners oprør, og riget blev nogle årtier senere splittet i tre.

### Vestlige Han
Kinas første imperiedynasti var Qin-dynastiet fra 221 til 206 f.Kr. Qin-dynastiet havde forenet Kinas stridende stater gennem erobring, men imperiet blev instabilt efter, at den første kejser Qin Shi Huangdi var død. I løbet af fire år var dynastiets autoritet kollapset på grund af oprør. To tidligere oprørsledere, Xiang Yu og Liu Bang, kæmpede om hvem, som skulle vinde overherredømmet over Kina, som på dette tidspunkt var blevet delt i 18 Kongeriger, hvor alle bekendte loyalitet til en af oprørslederne. Selv om Xiang Yu viste sig at være en kapabel hærfører, blev han besejret af Liu Bang ved slaget ved Gaixia, i det som i dag er Anhui. Liu Bang blev sidenhen kendt som kejser Gaozu og regerede fra 202 til 195 f.Kr. Chang'an blev valgt til det genforenede Han-riges hovedstad.
I begyndelsen af det Vestlige Han-dynasti fandtes 13 centralt kontrollerede præfekturer i den vestlige tredjedel af riget, mens de østlige to tredjedele var inddelte i ti halvautonome kongeriger. Visse af dem blev styret af hærførere, som var blevet udpeget til konger, selv om de 157 f.Kr. var blevet erstattede med personer fra Liu-familien, eftersom loyaliteten hos de, som ikke tilhørte slægten, blev betvivlet. Efter flere oprør af Han-konger, hvoraf det største var de syv staters oprør i 154 f.Kr., gennemførtes en række reformer, som begyndte 145 f.Kr., og som begrænsede disse kongerigers størrelser og magt. Kongerne måtte ikke længe ansætte personale selv, og i stedet for blev embedsmændene udpeget af det kejserlige hof. Konger blev formelle chefer over deres forleninger og fik en del af skatten som indkomst. Disse kongeriger blev aldrig helt opgivne men fandtes igennem hele resten af Vestlige og Østlige Han.
Nord for Kina erobrede de nomadiske Xiongnu-stammer flere stammer, som boede på den eurasiske steppe. Under slutningen af høvdingen Modu Chanyus styre kontrollerede han Manchuriet, Mongoliet og Tarimbækkenet og underkuede over tyve stater øst for Samarkand. De Han-fremstillede jernvåben, som solgtes til Xiongnu, begyndte at forurolige Gaozu, som etablerede en handelsembargo mod gruppen. Som gengældelse invaderede Xiongnu Shanxi-provinsen, hvor de besejrede Han ved Baideng 200 f.Kr. Efter forhandlinger inkluderende politiske ægteskaber i 198 f.Kr. var Xiongnus og Hans ledere ligestillede i en kongelig ægteskabsalliance, men Han blev tvunget til at sende store mængder skatter, som silkeklæder, mad og vin til Xiongnu.
Trods dette plyndrede Xiongnu med jævne mellemrum Hans territorier syd for Den Kinesiske Mur. En majoritetsbeslutning blandt Han bestemte at forsøge at fastholde ægteskabsoverenskommelsen. Da Xiongnu fortsatte at plyndre valgte man dog det følgende år at snigmyrde Chanyu og derved skabe kaos i Xiongnus rige, hvilket skulle blive til Hans fordel. Da dette mislykkedes 133 f.Kr., startede kejser Wu en serie massive militærinvasioner i Xiongnus territorier. Angrebene kulminerede 119 f.Kr. med striden ved Mobei, hvor Hans hærledere Huo Quibing og Wei Wing tvang Xiongnus ledere til at flygte nordpå mod Gobiørkenen. Efter Wus styre fortsatte Hans styrker at stå imod Xiongnu. Xiongnus leder Huhanye Chanyu (呼韓邪) underkastede sig til sidst Han som en vasal 51 f.Kr.. Zhizhi Chanyu, som rivaliserede med Huhanye Chanyu om tronen, blev myrdet af Chen Tang og Gan Yanshou (甘延壽/甘延寿) ved slaget ved Zhizhi, i dagens Taraz, Kazakstan.
121 f.Kr. fordrev Hans styrker Xiongnu fra et enormt territorium, som strakte sig fra Hexikorridoren til Lop Nur. De slog en invasion fra Xiongnu og Qiang tilbage i dette nordvestlige territorium i 111 f.Kr.. Samme år etablerede Hans ledere fire nye grænsepræfekturer i denne region: Jiuquan, Zhangyi, Dunhuang og Wuwei Flertallet af grænsebefolkningen var soldater. I visse tilfælde tvang lederne bønder til nye grænsebosætninger, sammen med regeringsejede slaver og dømte, som arbejdede hårdt. Lederne opmuntrede også ufrie til at frivilligt at flytte til grænsen.
Inden Hans ekspansion ind i Centralasien havde diplomaten Zhang Qians rejser fra 139 til 125 f.Kr. etableret kinesiske kontakter med mange omkringliggende civilisationer. Alla lande, som han passerede, fik før eller senere ambassader fra Han. Disse forbindelser blev begyndelsen på Silkevejens handelsnetværk, som gik til Romerriget og tog varer fra Han som silke til Rom og romersk gods som glas til Kina. Fra omkring 115 til 60 f.Kr. stred Hanstyrker mod Xiongnu for kontrol over bystaterne i oaserne i Tarimbäckenet. Han sejrede til sidst og etablerede protektorater 60 f.Kr. Den marine sejr ved Nanyue 111 f.Kr. udøvede Hans rige til hvad som i dag er moderne Guangdong, Guangxi, og nordlige Vietnam. Yunnan blev en del af riget i og med erobringen af Dianriget år 109 f.Kr., fulgt af dele af den koreanske halvø, med de koloniale etableringer af præfekturer som Xuantu og Lelang 108 f.Kr. I den først kendte nationale folketællingen i Kina foretaget i år 2 registreredes 57.671.400 personer i 12.366.470 familier.
For at betale for sine militære kampagner og koloniale ekspansioner forstatligade kejser Wu flere private industrier. Han skabte centrale regerings-monopoler, som administreredes af tidligere købmænd. Disse monopoler inkluderede salt, jern og likørproduktion, såvel som bronzemøntsvaluta. Likørmonopolet varede kun fra 98 til 81 f.Kr. og salt- og jernmonopolet ophørte sluttelig under den tidlige del af det østlige Han. Retten til møntprægning forblev et centralt regeringsmonopol gennem hele Han-dynastiet. Regeringsmonopolet blev endeligt ophævet, da en politisk fraktion kendt som reformisterne fik større påvirkning på lederne. Reformisterne opponerede sig mod den modernistiske fraktion som havde domineret politikken i kejser Wus styre og under Huo Guangs efterfølgende regentskab til han døde 68 f.Kr. Modernisterne argumenterede for en aggressiv og ekspansionistisk udenrigspolitik støttet af indkomster fra kraftigt indgriben fra regeringen i den private økonomi. Reformisterne, derimod, væltede disse politikker og favoriserede en forsiktig, uekspansionistisk ansats til udenrigspolitikken, sparsommelige budgetreformer, og lavere skatteniveauer for de private entreprenører.

### Wang Mangs styre og borgerkrig
Wang Zhengjun (71 f.Kr.-13) var først herskerinde, enkekejserinde, og endelige yderligere et led bagud, under kejserne Han Yuandis, Han Chengdis og Han Aidis styre. Under denne tid gik herskertitlen i arvefølge blandt hendes mandlige slægtninge. Efter Ais død blev Wang Zhengjuns nevø Wang Mang (45 f.Kr.-23) rigsforstander for kejseren Ping (styrede fra 1 f.Kr. til 6). Da Ping døde år 6 udnævnte herskerens enkenåde Wang Mang at fungere som kejser for barnet Liu Ying (d. 25). Wang lovede at træde tilbage og overdrage kontrollen til Liu Ying, når han var tilstrækkelig gammel. Trods dette løfte, og mod protester og revolter fra adelsstanden, påstod Wang Mang at det guddommelige himlens mandat ville afslutte Han-dynastiet og påbegynde sin eget, Xin-dynastin eller Wang Mangs interregnum.
Wang Mang igangsatte en række større reformer, men han formåede ikke i længden at gøre dem fremgangsrige. Disse reformer inkluderede bandlysning af slaveri, nationalisering af land til lige fordeling blandt husstande, samt at introducere nye valutaer, en forandring, som gjorde, at det blev mindre vigtigt at præge mønt. Selv om disse reformer fremkaldte betydelig opposition, mødte Wangs regime sin endelige nedgang i og med de massive oversvømmelser mellem 3 og 11 e.Kr. En successiv leransamling i Huanghe forøgede flodens vandniveau og begravede flodvandsreguleringen. Huanghe blev delt op i to nye dele: en som tømtes nord for Shandonghalvøen, og en syd for den, selv om ingeniører lykkedes det at opdæmme den sydlige del år 70. Oversvømningen fordrev tusinder af bønder, af hvilke mange gik med i omkringflakkende bandit- og rebelgrupper som de røde øjenbryn. Mangs hære formåede ikke at knuse disse ødelæggende rebelgrupper. Til sidst lykkedes det en oprørshob at trænge ind i Weiyangpaladset, hvor de myrdede Wang Mang.
Gengshi (styre år 23–25), en ætling til kejser Jing (styre 157–141 f.Kr.), forsøgte at genindføre Han-dynastiet og overtog Chang'an som hovedstad. Han blev dog overvundet af de røde øjenbryn, som styrtede, myrdede og erstattede ham med marionetmonarken Liu Penzi. Kejser Gengshis broder, Liu Xiu, posthumt kendt som Han Guangwudi (regerede 25–57), blev efter at have udmærket sig ved slaget ved Kunyang år 23 opfordret til at tage over efter Gengshi som kejser. Under Guangwus styre genetableredes Han-dynastiet. Han gjorde Luoyang til hovedstad i år 25 og i år 27 havde hans officerer Deng Yu og Feng Yi tvunget til de røde øjenbryn til at give op, og henrettede deres leder for landsforræderi. Fra 26 till 31 var Guangwu tvunget til at føre krig mod andre regionale krigsherrer, som gjorde krav på kejsertitlen. Da disse krigsherrer blev besejrede, genforenedes Kina under Han.
Perioden mellem oprettelsen af Han-dynastiet og Wang Mangs styre er kendt som det vestlige Han-dynasti (Skabelon:Kin) (202 f.Kr. – 9 e.Kr.). Under denne periode var hovedstaden Chang'an (nu Xi'an). Fra Guangwus styre flyttedes hovedstaden østpå til Luoyang. Tiden fra hans styre til Han-dynastiets fald er kendt som det østlige Han-dynasti (Skabelon:Kin, 25–220 e.Kr.).

### Østlige Han
Under det omfattende oprør mod Wang Mang var den koreanska stat Koguryo uhindret i stand til at plyndre Hans koreanske besiddelser. Han bekræftede ikke dets kontrol over regionen før år 30 e.Kr. Trungsøstrene fra Vietnam gjorde oprør mod Han år 40. Deres oprør blev knust af Han-generalen Ma Yuan (død 49) i en kampagne 42-43 e.Kr. Wang Mang fornyede fjendtligheden mod Xiongnu, som var blevet skubbet bort fra Han indtil dets leder Bi, en rivaliserende tronprætendent til sin kusine Punu, indrettede sig hos Han som en sidevassal år 50. Dette skabte to rivalstater fra Xiongnu: det Sydlige Xiongnu ledet af Bi, som var allieret med Han, og det Nordlige Xiongnu ledet af Punu, Hans fjende.
Under Wang Mangs turbulente styre mistede Han kontrol over Tarimbækkenet, som erobredes af det nordlige Xiongnu år 63 og anvende som en base for at invadere Hans Hexikorridoren i Gansu. Dou Gu (død år 88) besejrede det nordlige Xiongnu i slaget ved Yiwulu år 73, og fordrev dem fra Turpan og jagede dem så langt som til Barkol i Kinas nordvestlige del, inden man etablerede en garnison i Kumul. Efter, at de vestlige regioners general Chen Mu blev myrdet år 75 af Xiongnus allierede i Karasahr og Kucha blev garnisonen i Kumul trukket tilbage. I slaget ved Ikh Bayan år 89 besejrede Dou Xian (død år 92) de nordlige Xiongnu, som efterfølgende trak sig tilbage til Altajbjergene. Efter, at de nordlige Xiongnu flygtede ind i Iliflodens dal år 91, okkuperede de nomadiske Xianbeierne området fra kongeriget Buyeo i Manchuriet til Ilifloden af Wusunfolket. Xianbei nåede sit højdepunkt under Tanshihuai (檀石槐) (d. 180), som konsekvent besejrede kinesiske hære. Tanshihuais konføderation opløstes dog efter hans død.
Ban Chao (d. 102) tog imod hjælp af Kushan, som okkuperede området, som bestod af nutidens Indien, Pakistan, Afghanistan og Tadzjikistan, for at besejre Kashgar og dets allierede Sogdiana. Da en henvendelse fra den kushanske leder Vima Kadphises (regerede fra omkring 90 til 100 e.Kr.) om en ægteskabsalliance med Han blev afslået 90 e.Kr., sende han sine styrker til Wakhan (Afghanistan) for at angribe Ban Chao. Konflikten sluttede med, at kushanerne drog sig tilbage på grund af brist på proviant. 91 genindsattes generalen over de vestlige regioner i og med at titlen blev givet til Ban Chao.
Foruden siderelationer med kushanerna fik Han gaver fra Parthien, fra en konge i nutidens Burma, fra en hersker i Japan, og tog skridt til en mislykket mission til Daqin (Rom) år 97 med Gan Ying som udsending. En romersk ambassadør fra kejseren Marcus Aurelius menes at have besøgt kejser Huan år 166, omend Rafe de Crespigny mener, at det antagelig var en gruppe romerske købmænd. Andre rejsende til det østlige Han-Kina inkluderede buddhistmunke, som oversatte værker til kinesiske, som An Shigao fra Parthien, og Lokaksema fra Kushantidens Ganhara i Indien.

### Eunukker i regeringsanliggender
Zhangs styre, fra 75 til 88, ansås af lærde fra det Østlige Han-dynasti som højdepunktet af dynastihuset. Senere regeringer blev stadig mere prægede af eunukkers indblanding i politikken og deres involvering i de voldsamme magtkampe mellem de kejserlige klaner. Med hjælp af eunukken Zheng Zhong(død 107) satte kejser He, som regerede fra 88 til 105, enkekejserinden Dou Zhang under husarrest og tog magten fra hendes klan. Dette var en hævn for Dous rensen af hans biologiske moders klan, og derefter skjule hendes identitet fra ham. Efter, at He døde, varetog hans hustru Deng Sui (død 121) de statslige anliggender under en turbulent finansiel krise og udbredt Qiang-oprør som foregik fra 107 til 118.
Da Deng Sui døde, var kejsearen An (regerede fra 106 til 125) overbevist om, at anklagerne fra eunukkerne Li Run (李閏) og Jiang Jing (江京) om, at Deng og hendes familie havde planlagt at afsætte ham. An afsatte Dengs klanmedlemmer fra deres positioner, landsforviste dem og tvang mange til at begå selvmord. Efter, at An døde, satte hans hustru, enkekejserinden Yan Ji (død 126) barnet Liu Yi (markis af Beixiang) på tronen i et forsøg på at genvinde magten for sin familie. Paladseunukken Sun Cheng (død 132 gennemførte imidlertid en vellykket omvæltning af hendes regime for at installere kejser Han Shundi, som regerede fra 125 til 144, på tronen. Yan Ji sattes under husarrest, og hendes slægtninge blev enten myrdet eller landsforviste, og hendes allierede eunukker massakreredes. Regenten Liang Ji (død 159), kejserinden Liang Nas broder, myrdede kejserinden Deng Mengnüs svoger efter, at Deng Mengnü modstod Liang Jis forsøg på at kontrollere hende. Derefter ansatte kejser Huan eunukker for at afsætte Liang Ji, som så blev tvunget til at begå selvmord.
Studenter fra det kejserlige universitet organiserede en udbredt studenterprotest mod eunukkerne ved kejser Huans hof. Senare fremmedgjorde Huan bureaukratiet, da han igangsatte storslåede byggeprojekter og stod som vært for tusindvis af konkubiner i hans harem, da en økonomisk krise fandt sted. Paladseunukker fængslede tjenestemanden Li Ying (李膺) og hans kompagnoner fra det kejserlige universitet i en tvivlsom anklage om landsforræderi. I 167 overbeviste den store kommandant Dou Wu (død 168) sin svigersøn kejser Huan at frigive dem. Huan udelukkede dog Li Ying med kompagnoner fra embeder, hvilket markerede begyndelsen på de partisanske forbud.
Efter Huans død forsøgte Dou Wu og den store lærer Chen Fan (陳蕃) (død 168) at gennemføre et statskup mod eunukkerne Hou Lan (død 172), Cao Jie (død 181) og Wang Fu (王甫). Da dette blev opdaget, arresterede eunukkerne enkekejserinden Dou Miao (død 172 og Chen Fan. General Zhang Huan (張奐) favoriserede eunukkerne. Han og hans tropper konfronterede Dou Wu og hans tro tjenere ved paladsporten, hvor begge sider råbte anklager om landsforræderi mod hinanden. Da de trofaste tjenere til sidst overgav Dou Wu, blev han tvunget til at begå selvmord. Under kejser Ling (regerede fra 168 til 189) fornyede og udvidede eunukkerne de partisanske forbud, mens de selv bortauktionerede høje regeringsembeder. Mange regeringsanliggender blev overdraget til eunukkerne Zhao Zhong (død 189) og Zhang Rong (død 189) mens kejser Ling tilbragte en stor del af sin tid med seksuelle rollespil med konkubiner og med at deltage i militære parader.

### Han-dynastiets fald
De partisanska forbud blev ophævede under de gule turbaners oprør og Fem spidser ris-oprøret i 184, til stor del på grund af, at hoffet ikke ville fortsætte med at fremmedgøre en mærkbar del af lavadelen, som ellers kunne gå med i rebelgrupperne. De gule turbaner samt tilhængere af Fem spidser ris-oprøret hørte til to forskellige hierarkiske taoismesamfund, som blev ledet af healarne Zhang Jiao (død 184) og Zhang Lu (død 216). Zhang Lus oprør, i nutidens nordlige Sichuan og sydlige Shanxi, blev ikke nedkæmpet før 215. Zhang Jiaos massive oprør over otte provinser tilintetgjordes af hanstyrker i løbet af et år, selv om nye mindre oprør indtraf de følgende årtier. Selv om de gule turbaner blev overvundne, overgav mange af de under krisen tilsatte generaler aldrig sine samlede militser og anvendte disse tropper for at samle kræfter uden for den kollapsende kejserlige overhøjhed.
Oberstgeneralen He Jin (død 189), kejserinden Hes broder, konspirerede med Yuan Shao (død 202) for at styrte eunukkerne ved at have flere generaler til at marchere til hovedstadens udkant. Der krævede de, i en skriftlig petition til He, at eunukkerne skulle henrettes. Efter en tøven, samtykkede He. Da eunukkerne opdagede dette, fik de hendes broder He Miao (何苗) til at ophæve ordren. Eunukkerne lønmyrdede He Jin den 22. september 189. Yuan Shao belejrede så Luoyangs nordlige palads, mens krigsherren Yuan Shu (død 199)fra Scouchun, belejrede det sydlige palads. Den 25. september blev begge paladser indtaget, og omkring to tusind eunukker blev dræbt. Zhang Rang var tidligere flygtet med kejser Liu Bian (regerede år 189) og sin broder Liu Xie - senere kejser Han Xiandi (regerede fra 189 til 220). Da de blev forfulgt af brødrene Yuan, begik Zhang selvmord ved at hoppe ned i Huanghe.
General Dong Zhuo (død 192) fandt den unge kejseren og hans broder vandrende på landet. Han eskorterede dem sikkert tillbage till hovedstaden, blev gjort til arbejdsminister og tog kontrol over Luoyang og tvang Yuan Shao til at flygte. Efter, at Dong Zhuo degraderede kejser Liu Bian og befordrede hans broder Liu Xie som kejser Xian, ledede Yuan Shao en koalition af tidligere embedsmænd og officerer mod Dong, som brændte Luoyang ned til grunden og placerede hoffet ved Chang'an i maj 191. Dong Zhuo forgiftede senere kejser Shao. Dong blev myrdet af sin adoptivsøn Lü Bu (død 198) i en sammensværgelse, som startedes af Wang Yun (død 192). Kejser Xian flygtede fra Chang'an år 195 til Luoyangs ruiner. Xian blev af Cao Cao (155-220), daværende guvernør over Yanprovinsen i nutidens vestlige Shandong og østlige Henan, overtalt til at flytte hovedstaden til Xuchang.
Yuan Shao udfordrede Cao Cao om kontrol over kejseren. Yuans magt svækkedes kraftigt efter, at Cao besejrede ham i slaget ved Guandu år 200. Efter, at Yuan døde, myrdede Cao Yuan Chaos søn Yuan Tan (173-205), som havde kæmpet med sine brødre om familjearven. Hans brødre Yuan Shang og Yuan Xi blev myrdede i 207 af Gongsun Kang (død 221), som sendte deres hoveder til Cao Cao. Efter Caos nederlag i slaget ved de Røde klipper i 208 blev Kina delt i tre interessesfærer, idet Cao Cao dominerede den nordlige, Sun Quan (182-252) dominerede den sydlige og Liu Bei (161-223) dominerede den vestlige. Cao Cao døde i marts 220. I december tvang hans søn Cao Pi (187-226) kejser Xian til at afstå tronen til ham. Dette var den formelle afslutning på Han-dynastiet og indledte en tid med konflikter mellem de tre kongeriger: Cao Wei, Østlige Wu og Shu Han.

## Samfund og kultur

### Samfundsklasser
I den hierarkiske sociale ordningen var kejseren højst oppe. Kejseren var dog ofte en mindreårig, som blev kontrolleret af en regent, som eksempelvis enkekejserinden eller en af hendes mandlige slægtninge. Direkte under kejseren i rangordningen befandt sig kongerne, som var fra samme familieklan, Liu. Resten af samfundet, inklusive adelsmændene under kongerne og alle borgere, bortset fra slaverne, hørte til i en af tyve rangordner (ershi gongcheng 二十公乘). Hver ny rang havde højere pensioner og retsmæssige privilegier. Den højeste rang, af de højeste markiser, havde en statspension og en territoriel forlening. De, som var direkte understående, de almindelige markiser, fik en pension, men ingen territoriel ejendom. Lærde tjenestemænd, som tjente regeringen, hørte til den bredere borgerklasse og havde rang lige under adelsmændene i henseende til social prestige. De højeste regeringstjenestemænd kunne forlenes som markiser. Under det Østlige Han begyndte lokale eliter af ubundne lærde, lærere, studenter og regeringstjenestemænd at identificere sig selv som medlemmer af en større, rigsomfattende lavadelsklasse, som delte værdier og et engagement i den videnskabelige lærdom som fulgte hovedretningen. Da regeringen blev mærkbart korrupt under mellemste til senere del af det Østlige Han, anså mange lavadelsmænd til og med dyrkningen af moralsk funderede personlige relationer for at være vigtigere end at tjene den offentlige stilling.
Bonden, eller mere specifikt den lille jordejer-dyrker, lå i rang lige under de lærde og tjenestemændene i det sociale hierarki. Andre jorddyrkere var af lavere status, som fæstere, landarbejdere, og i sjældne tilfælde, slaver. Håndværkere havde en lovlig og socioøkonomisk status mellem jordejere-dyrkere og de almindelige købmænd. Statsligt registrerede købmænd, som i henhold til loven var tvungne til at bære hvide klæder og betale høje skatter, ansås af lavadelen som sociale parasitter med en foragtelig status. De var ofte ubetydelige butiksindehavere på urbane markedspladser. Købmænd, såsom industrialister og omrejsende handlende mellem et netværk af byer, kunne undgå at lade sig registrere som købmænd og var ofte mere velstående og magtfulde end den store hob af regeringstjenestemænd. Velstående jordejere, såsom adelsmænd og embedsmænd, tilbød ofte bosteder for tjenere, der til gengæld udførte vigtige arbejder eller pligter, således undertiden at bekæmpe banditter eller at urdføre ryttertjeneste i kampe. Til forskel fra slaver kunne tjenere komme og gå fra deres herres hjem som det passede dem. Læger, grisopfodrere og slagtere havde en ganske høj social status, mens okkulte magikere, løbere og budbærere havde lav status.

### Ægteskaber, køn og slægt
Han-familien var patriarkalsk og havde normalt 4-5 medlemmer i kernefamilien, som boede i en husstand. Flere generationer af storfamiliemedlemmer boede ikke i samme hus, til forskel fra familier i de senere dynastier. Ifølge konfucianistiske familienormer behandledes forskellige familiemedlemmer med forskellige grader af respekt og intimitet. Således fandtes der tre forskellige accepterede tidsrammer for at sørge en faders død kontra en farbror. Fornuftsægteskaber var, ifølge normen, at faderens udsagn om sine børn ansås mere betydningsfulde end moderens. Monogame bryllupper var også efter normen, selv om adelsstanden og højt stående embedsmænd var tilstrækkeligt velstående til at have råd til og finansiere konkubiner ved siden af deres lovformelige hustruer. Under visse forhold, som dikteredes af sædvanerne og ikke af loven, var det for både mænd og kvinder tilladt at lade sig skille fra sin ægtefælle og gifte sig igen.
Fraset tildelingen af adelstitler eller rangpositioner involverede arv ikke primogenitur. Hver søn fik en lige stor del af familiens ejendele. Mens faderen normalt sendte sine voksne gifte sønner afsted med en del af familiens formue, modsat de senere dynastier, fik sønner ikke altid deres arv efter faderens død. Døtre var formelt ikke inkluderede i en faders testamente, selv om de fik en del af familiens formue i form af medgift.
Kvinden forventedes at adlyde sin faders vilje, derefter deres ægtefælles, og når hun blev gammel, sine voksne sønners. Det er dog kendt fra samtidige kilder, at der forekom mange afvigelser fra denne regel, særligt med hensyn til mødre over deres sønner, og kejserinder som trynede og åbenlyst ydmygede deres fædre og brødre. Kvinder var undtagne fra de årlige corvée-arbejdspligter, men var ofte engagerede i en række forskellige erhverv, ved siden af deres husholdningsbeskæftigelser, som madlavning og vask. Det mest udbredte kvindeerhverv var at væve klæder til familien, at sælge på markedet eller på vegne af store tekstilvirksomheder, som ansatte hundredvis af kvinder. Andre kvinder hjalp til på deres brødres bondegårde eller blev sangere, danserinder, hekse, respekterede læger eller vellykkede købmænd, som havde råd til at købe sine egne klæder af silke. Nogle kvinder skabte spindekollektiver og indsamlede flere forskellige familiers ressourcer.

### Uddannelse, litteratur och filosofi
De tidlige hoffer i det Vestlige Han accepterede samtidigt de filosofiske lærer om legalisme, Huang-Lao-taoisme og konfucianisme når man traf statslige beslutninger og skabte regeringspolitikker. Han-hoffet gav dog under kejser Wu konfucianismen eksklusivt patronat. Han ophævede alle akademiske pladser og forskere (boshi 博士), som ikke behandlede de konfucianske de fem klassikere år 136 f.Kr. og opmuntrede nominerede kandidater til offentlige embeder at få en konfuciansk uddannelse ved det kejserlige universitet, som han grundlagde år 124 f.Kr. Til forskel fra den oprindelige ideologi, som blev udviklet af Konfucius, eller Kongzi (551-479 f.Kr.), skabtes han-konfucianismen under Wus styre af Dong Zhongshu (179-104 f.Kr.). Dong var en lærd og lavere embedsmand, som samlede de etiske konfucianske idéer som rituelle, børnepietetiske og harmoniske relationer med de fem elementer og yin og yang-kosmologer. Det kejserlige universitets betydning voksede, da de studerendes antal voksede til mere end 30.000 under 200-tallet. En uddannelse baseret på konfucianismen blev også tilgængelig på visse skoler, og private skoler åbnede i små byer, hvor lærere kunne hente anselige indkomster fra undervisningsbetalingen.
En del vigtige tekster blev udarbejdet og studeret af lærde. Filosofiske værker blev skrevet af Yang Xiong(53 f.Kr.-18 e.Kr.), Huan Tan (43 f.Kr.-28 e.Kr.), Wang Chong (27-100 e.Kr.) og Wang Fu (78-163 e.Kr.) og spurgte hvorvidt den menneskelige natur var naturligt god eller ond. Shiji af Sima Tan (død 110 f.Kr.) og hans søn Sima Qian (145-86 f.Kr.) etablerede standardmodellen for hele det kejserlige Kinas standardhistorier, såsom Hanshu skrevet af Ban Biao (3-54 e.Kr.), hans søn Ban Gu (32-92 e.Kr.) og hans datter Ban Zhao (45-116 e.Kr.). Der fandtes leksika såsom Shuowen Jiezi af Xu Shen (omkring 58 - 147 e.Kr.) og Fangyan af Yang Xiong. Biografier over vigtige personer blev skrevet af forskellige lavadelsmænd. Digte og rapsodier var også populære former for litteratur blandt lavadelen.

### Religion, kosmologi og metafysik
Familier over hele Han-Kina udførte rituelle ofringer af dyr og fødevarer til guddomme, ånder og forfædre ved templer og helligdomme. De mente, at offergaverne kunne anvendes af dem, som var gået til den åndelige verden. Tanken var, at enhver person havde en tvedelt sjæl: ånde-sjælen (hun 魂) som drog til paradiset for de udødelige efter livet (xian), samt kroppens sjæl (po 魄) som forblev i graven eller gravkammeret på jorden, og som kun kunne genforenes med ånde-sjælen ved en rituel ceremoni. Ved siden af sine mange andre opgaver påtog kejseren sig også rollen som ypperstepræst i det rige, som ofrede til himlen, de vigtigste guddomme kendt som de Fem kræfter samt bjergenes og flodernes åndar (shen 神). De troede, at de tre sfærer Himlen, Jorden og Menneskeligheden var forbundne af de naturlige cykler af Yin og yang og af de fem elementer. Hvis kejseren ikke optrådte i overensstemmelse med korrekte ritualer, etik og mora, kunne han ødelægge den fine balance, som de kosmologiske cykli, og forårsage katastrofer som jordskælv, oversvømmelser, tørke, epidemier og sværme af græshopper.
Ifølge Hans religiøse overbevisning kunne udødelighed nås ved at man nåede dronningemoderen i Vestens land eller bjerget Penglai. Daoister fra Han-tiden samledes i små grupper af eneboere, som forsøgte at opnå udødelighed gennem åndedrætsøvelser, seksuelle teknikker og anvendelsen af medicinske elixirer. Ved slutningen af 100-tallet gik daoisterne sammen og dannede store religiøse samfund. Deres tilhængere troede, at den vise filosof Laozi (virkede i 500-tallet) var en hellig profet, som kunne tilbyde frelse og godt helbred, hvis hans hengivne tilhængere erkendte deres synder, ophørte deres tilbedelse af urene guder, som accepterede kød-ofre, og messe dele af Daodejing.
Buddhismen dukkede for første gang op i Kina under tiden for det Østlige Han-dynasti og omtales for første gang år 65. Liu Ying (død år 71), en halvbroder til kejseren Han Mingdi (regerede 57–75) var en af de tidligste kinesiske tilhængere, selv om kinesisk buddhisme på denne tid i stor udstrækning var associeret med Huang-Lao Daoismen. Kinas første kendte buddhisttempel, Den hvide hests tempel, blev opført under Mingdis regime. En række vigtige buddhistiske kanon blev oversatte i 100-tallet til kinesisk.

### Lov og orden
Lærde hankinesere som Jia Yi (201-169 f.Kr.) portrætterede det forudgående Qin-dynasti som et brutalt regime. Arkæologiska beviser fra Zhangjiashan og Shuihudi viser dog, at mange af de bestemmelser i Hans lovbog, som blev fremdraget af rigskansler Xiao He (død 193 f.Kr.), blev hentet fra Qins love. Forskellige tilfælde af voldtægt, fysiske overgreb og mord blev rejst i retten. Kvinder, selv om de normalt havde færre rettigheder af sædvane, fik tilladelse til at anlægge civile og strafferetslige søgsmål mod mænd. Mens mistænkte var tilbageholdte i arrester, blev dømte forbrydere aldrig fængslede. I stedet var straffen oftest pengebøder, hårde strafarbejder samt dødsstraf ved halshugning. Afstraffelsesmetoder fra tidlig Han som tortur og lemlæstelse blev lånt fra Qin-lovene. En serie reformer ophævede lemlæstelsesstraffe og erstattede dem med mindre strenge pisk fra en falaka.
En af magistratens mange pligter var at agere som dommer i retssager. Komplekse, uafklarede eller højprofilsager blev varetaget af justitsministeren i hovedstaden, eller til og med af kejseren. I hver kommune af Han-riget fandtes flere distrikter, som alle blev overvågede af en politichef. Regeringsembedsmænd holdt orden i byerne, på markedspladserne og med konstabler i naboområder.

### Hankøkkenet
De almindeligste basisfødevarer under Han-dynastiet var hvede, byg, forskellige slags hirse, ris og bønner. Frugt og grøntsager, som man normalt spiste, var blandt andet kastanjer, pærer, blommer, ferskener, meloner, abrikoser, Jordbær, jujubær, græskar, bambusskud, sennepsplanter og taro. Man spiste husdyr som kylling, mandarinand, gæs, køer, får, svin, kameler og hunde (forskellige racer blev avlet alene med henblik på føde; de fleste hunde blev dog holdt som husdyr). Skildpadder og fisk blev fanget i åer og søer. Af vildt, som blev almindeligt spist, var ugler, fasaner, skader, sikahjorte og kinesisk bambushøne. Til de krydderier, som blev anvendt, hørte blandt andet sukker, honning, salt og sojasovs. Øl og vin blev regelmæssigt drukket.

### Klæder
De klæder, som blev båret, og de materialer, som de var lavet af, beroede under Han-dynastiet på, hvilken samfundsklasse man hørte til. Velstående folk havde råd til at bære dragter af silke, kjoler, sokker og vanter, kapper fremstillede af grævling- eller rævepels, tøfler med indlagt læder, perler og silkefodring. Bønder bar normalt klæder lavede af hamp, uld og fritteskind.

## Regeringsmagten

### Militæret
Ved Han-dynastiets begyndelse var enhver mand, som ikke var af adelig byrd, ved 23 års alderen tvunget til at udføre militærtjeneste. Minimumsalderen for værnepligten blev nedsat til 20 år efter Han Zhaodis regeringstid (87–74 f.Kr.). De værnepligtige soldater gennemgik et års træning samt et år af tjenestegørelse som ikke-professionelle soldater. Året med træning gennemførtes ved et af de tre våben: infanteriet, kavalleriet eller flåden. Under året med aktiv tjeneste blev de værnepligtige stationeret enten ved fronten, ved en konges Hof, eller sattes under kommandanten over hovedstadens vagtstyrke. En mindre betalt professionel stående hær var stationeret nær hovedstaden.
Under det Østlige Han-dynasti kunne værnepligt undgås ved at betale en speciel skat. Det Østlige Han-dynastis hof foretrak at rekruttere en frivillig hær. Volontørhæren udgjorde den Sydlige hær (Nanjun 南軍), mens den stående hær i og nær hovedstaden udgjorde den Nordlige hær (Beijun 北軍). Den Nordlige hær bestod af fem regimenter, hver bestående af flere tusinde soldater. Hvert regiment stod under ledelse af en oberst (Xiaowei 校尉). Efter den centrale statsmagts kollaps efter 189 var rige jordejere, medlemmer af aristokratiet/adelen samt regionale militærguvernører tvungne til at lade deres vasaller agere som deres personlige tropper (buqu 部曲).
I krigstid forøgedes størrelsen af volontørhæren og langt større militser rejste sig overalt i landet for at forøge den Nordlige hær. Under de omstændigheder anførte en general (Jiangjun 將軍) en division, som var inddelt i regimenter, som blev anført af oberster og undertiden majorer (Sima 司馬). Regimenterne var opdelte i kompagnier under ledelse af kaptajner. Plutonerne var de mindste typer af militære enheder.
| Kejsernavn      | Kinesisk skrift | Regeringsår       |
| Gāozŭ           | 高祖            | 206 - 195 f.Kr.   |
| Hùidì           | 惠帝            | 195 - 188 f.Kr.   |
| Lü Taihou       | 呂太后          | 188 - 180 f.Kr.   |
| Liú Gōng        | 劉恭            | 188 - 184 f.Kr.   |
| Liú Hóng        | 劉弘            | 184 - 180 f.Kr.   |
| Wéndì           | 文帝            | 180 - 157 f.Kr.   |
| Jĭngdì          | 景帝            | 157 - 141 f.Kr.   |
| Wŭdì            | 武帝            | 141 - 87 f.Kr.    |
| Zhāodì          | 昭帝            | 87 - 74 f.Kr.     |
| Chāngyí Wáng Hè | 昌邑王賀        | 74 f.Kr.          |
| Xūandì          | 宣帝            | 74 - 49 f.Kr.     |
| Yúandì          | 元帝            | 49 - 33 f.Kr.     |
| Chéngdì         | 成帝            | 33 - 7 f.Kr.      |
| Āidì            | 哀帝            | 7 - 1 f.Kr.       |
| Píngdì          | 平帝            | 1 f.Kr. - 6 e.Kr. |
| Rúziyīng        | 孺子嬰          | 6 - 9             |
| interregnum     |                 | 9 - 23            |
| Gèngshĭdì       | 更始帝          | 23 - 25           |
| Gūangwŭdì       | 光武帝          | 25 - 57           |
| Míngdì          | 明帝            | 57 - 75           |
| Zhāngdì         | 章帝            | 75 - 88           |
| Hédì            | 和帝            | 88 - 106          |
| Shāngdì         | 殤帝            | 106               |
| Āndì            | 安帝            | 106 - 125         |
| Bĕixīang Hóu    | 北鄉侯          | 125               |
| Shùndì          | 順帝            | 125 - 144         |
| Chōngdì         | 冲帝            | 144 - 145         |
| Zhídì           | 質帝            | 145 - 146         |
| Húandì          | 桓帝            | 146 - 168         |
| Língdì          | 靈帝            | 168 - 189         |
| Hóngnóng Wáng   | 弘農王          | 189               |
| Xìandì          | 獻帝            | 189 - 220         |